# السيلحين
السَيلحين هي أرض ذات نخل وزرع، ونهر عليه جسر. وقريبة من بلد الصنين الذي في ظاهر الكوفة، والصنين كان من منازل المنذر وبه نهر ومزارع ابتاعه عثمان بن عفان من طلحة بن عبيد الله وكتب به كتاباً مشهوراً مذكورا عند المحدثين. كما جاء ذكر السيلحين في هذا الحديث، «قال محمد بن عقبة السدوسي: نا سعيد بن سماك بن حرب قال: كنا جلوسا في مسجد بني ربيعة إذ دخل علينا محارب بن دثار، فقال لأبي: حدثنا ذاك الحديث. قال: نعم،  إن عثمان قال لبشير بن الخصاصية: أقطعك السيلحين؟ قال: وما السيلحين؟ قال:أرض ذات نخل وزرع».
وتسمى سَيلحون: بفتح أوله، وسكون ثانيه، وفتح لامه ثم حاء مهملة، وواو ساكنة، ونون، وقد يعرب إعراب جمع السلامة فيقال: هذه سيلحون، ورأيت سيلحين، ومررت بسيلحين، ومنهم من يجعله اسما واحداً يعربه إعراب ما لا ينصرف فيقول: هذه سيلحين ورأيت سيلحين ومررت بسيلحين. وذكر سيلحين في الفتوح وغيرها من الشعر يدل على أنها قرب الحيرة ضاربة في البر قرب القادسية، ولذلك ذكرها الشعراء أيام القادسية مع الحيرة والقادسية. فقال سليمان بن ثمامة حين سير امرأته من اليمامة إلى الكوفة:
فهذا يدل على أن السيلحين بين الكوفة والقادسية، وقال الأشعث بن عبد الحجر بن عوف بن الأحوص بن جعفر بن كلاب، وكان شهد الحيرة والقادسية وتلك المشاهد فعقرت ناقته فقال:
وقال عمرو بن الأهتم:
وقال النابغة الجعدي:
ومما يقوي أن السيلحين قرب الحيرة قول هاني بن مسعود حين يرثي النعمان بن المنذر، ويذكر قتل كسرى إياه، قال:
وهذه غير سيلحون التي باليمن. وقد ذكر شعراء الجاهلية كالأعشى وغيره هذا الموضع، وكتاب الخراج قد ذكروا أن الطريق من مدينة السلام إلى السيلحين أربعة فراسخ، ومن السيلحين إلى الأنبار ثمانية فراسخ. ويجعلون السيلحين طسوجا برأسه من كورة بهقباذ الأسفل من الجانب الغربي، قال الأعشى:
وبين هذه الناحية وبغداد ثلاثة فراسخ، وقد نسب اليها قوم من أهل العلم وقيل إنها سميت سيلحون لأنه كانت بها مسالح لكسرى. وهم قوم بسلاح يرتبون في الثغور والمخافات، وأحدهم مسلحي، والعامة تقول مصلحي وهو خطأ.